# Звонимир Шарлія
Звонимир Шарлія (грец. Zvonimir Šarlija, нар. 29 серпня 1996, Копривниця, Хорватія) — хорватський футболіст, центральний захисник клубу «Хайдук». На умовах оренди грає за кіпрський клуб «Пафос».

## Ігрова кар'єра

### Початок
Звонимир Шарлія починав займатися футболом у своєму рідному місті Копривниця, в академії місцевого клубу «Славен Белупо», де грав та був капітаном його батько. Паралельно з цим Звонимир грав у ФК «Копривниця», що являється фарм - клубом «Славен Белупо». У 2015 році Шарлія був переведений до першої клубної команди але для набору ігрової практики одразу був направлений в оренду в клуби нижчого дивізіону — «Копривниця» та «Солін». У 2017 році захисник повернувся до «Славен Белупо» та провів 49 матчів у вищому хорватському дивізіоні.

### ЦСКА, Касимпаша
Влітку 2019 року Щарлія також на правах оренди перейшов до російського ЦСКА. Орендний договір був підписаний до кінця сезону і передбачав повний викуп трансферу гравця. Та вже в січні 2020 року орендну угоду розірвали і другу половину сезону 2019/20 Шарлія провів в оренді в турецькому клубі «Касимпаша».

### Анкарагюджю, Панатінаїкос
У серпні 2020 року Шарлія приєднався до турецького клубу «Анкарагюджю» та вже через рік він перейшов до грецького «Панатінаїкос», з яким підписав контракт на два роки.

### Хайдук
У червні 2023 року Шарлія повернувся до Хорватії, де став гравцем «Хайдука» зі Спліта, із яким уклав угоду на чотири роки.

## Титули
- Володар Кубка Греції (1):

«Панатінаїкос»: 2021-22
- Чемпіон Кіпру (1):

«Пафос»: 2024-25